# Aichryson bethencourtianum
Aichryson bethencourtianum ist eine Pflanzenart aus der Gattung Aichryson in der Familie der Dickblattgewächse (Crassulaceae).

## Beschreibung

### Vegetative Merkmale
Aichryson bethencourtianum wächst als mehrjähriger, dicht verzweigter, flaumiger Kleinstrauch und erreicht Wuchshöhen von bis zu 15 Zentimeter. Die behaarten, unten oft kahlen Triebe weisen einen Durchmesser von etwa 5 Millimeter auf. Die etwas holzigen, gewundenen Zweige sind breit spreizend. Ihre undeutlich gestielten, verkehrt eiförmigen, gerundeten, dicht behaarten, nicht klebrigen, häufig purpurrot überhauchten Laubblätter sind 12 bis 18 Millimeter lang, 6 bis 10 Millimeter breit und 2 bis 3 Millimeter dick. Oberhalb der Mitte ist die Blattspreite am breitesten.

### Generative Merkmale
Der wenigblütige Blütenstand erscheint an 5 bis 3 Zentimeter langen Trieben. Die acht- bis neunzähligen Blüten stehen an einem bis zu 5 Millimeter langen Blütenstiel und weisen einen Durchmesser von 10 bis 12 Millimeter auf. Ihre Kelchblätter sind behaart. Die tiefgelben, elliptischen, zugespitzten Kronblätter sind 5 bis 6 Millimeter lang. Dorsal sind eine kurze Haare auf dem Mittelnerv vorhanden.

## Systematik und Verbreitung
Aichryson bethencourtianum ist auf Fuerteventura verbreitet.
Die Erstbeschreibung durch Carl August Bolle wurde 1859 veröffentlicht.
Nomenklatorische Synonyme sind Aeonium bethencourtianum (Bolle) Bolle (1859), Sempervivum bethencourtianum (Bolle) Christ (1888) und Macrobia bethencourtiana (Bolle) G.Kunkel (1977).

## Nachweise